# Илимская улица (Москва)
Или́мская у́лица — улица в районе Лианозово Северо-Восточного административного округа города Москвы. Проходит от Угличской улицы до Алтуфьевского шоссе.

## Название
В составе посёлка Лианозово называлась Заводская улица. После присоединения посёлка к Москве в 1960 году улица получила современное название по сибирской реке Илим, притоку Ангары в 1965 году.

## Описание
Илимская улица начинается от Савёловского направления Московской железной дороги в месте поворота Угличской улицы и проходит на восток. Слева к ней примыкают другие улицы бывшего посёлка Лианозово: Абрамцевская, Хотьковская и Новгородская, справа (напротив Абрамцевской) — проектируемый проезд № 4651. Напротив Новгородской улицы Илимская уходит от своей исторической прямой трассировки, резко поворачивая на юг, а затем плавно поворачивает снова на восток, заканчиваясь на Алтуфьевском шоссе и переходя в улицу Пришвина.

## Жилые дома, учреждения и организации
- 1 — автохозяйство «Лианозово»; спецавтохозяйство;
- 2Б — детский сад № 977;
- 2 — благотворительный центр «Гармония»;
- 3/1 — нежилое двухэтажное старое здание (стоит на четной стороне домов). В подвальном помещении находится кафе-хинкальная. Оба этажа сданы в аренду каким-то организациям. Ранее здание носило статус отделения милиции № 145. Около здания организована огороженная платная парковка;
- 7 — жилой 20-этажный 1-й подъездный дом 2022 года постройки по программе реновации, ранее типография «Внешторгиздат»;
- 7, строение 1 — «Торговый дом оборудования»;
- 8/2 — универсам «Пятёрочка»;
- 9 — компания «Теплосистемы»;
- 10 — жилой 12-этажный 7-подъездный панельный дом 1977 года постройки;
- 12 — жилой 12-этажный 2-подъездный панельный дом 1977 года постройки;
- 10, корпус 1 — начальная школа-детский сад № 1817.